# 早安 (1939年歌曲)
早安 是一首由 Nacio Herb Brown（音樂）和亞瑟·弗里德（歌詞）的1939年的電影中《 Babes in Arms》由朱迪·加蘭和米奇魯尼所演唱。 其最有名的演出是在1952年的音樂電影《萬花嬉春》，它被唱的戴比·雷諾茲，金·凱利和唐納德·奧康納。而在美国电影学会於2004年選出100年100首最出色的歌曲，作为美国电影学會的AFI百年百大電影歌曲中以《萬花嬉春》的演唱版本排名第72名。